# 黄乃

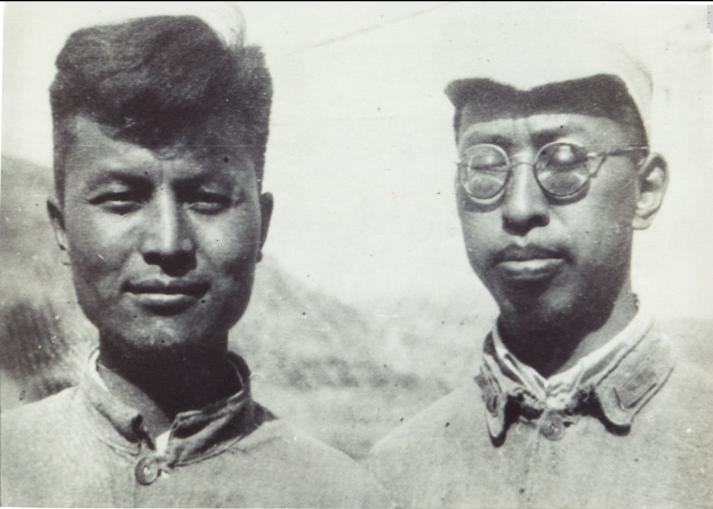
一九四四年李锐与黄乃（右）在延安王家坪的合影

黄乃（1917年—2004年），男，湖南长沙人。原名黄一寰，曾用名黄鼐，為黄兴的五子（遗腹子）。中国汉语盲文专家、盲人教育家、日本问题专家，中国残疾人联合会副主席，第二、三、四、五、六、七届全国政协委员。早年曾赴延安就讀於抗日軍政大學，解放初，雙目失明後，他潛心研究盲文。1952年提出了《新盲字方案》，拼音盲文体系创建人，被譽為「中國盲文之父」、「汉语盲文之父」。